# Ардатово (Кугарчинський район)
Арда́тово (рос. Ардатово, башк. Арҙат) — присілок у складі Кугарчинського району Башкортостану, Росія. Входить до складу Максютовської сільської ради.
Населення — 191 особа (2010; 228 в 2002).
Національний склад:
- росіяни — 44%